# بلايسانس
بلايسانس هي مدينة من مدن هايتي. يبلغ عدد سكانها 50,367 نسمة وذلك حسب إحصائيات سنة 2003. يبلغ ارتفاع المدينة عن مستوى سطح البحر قرابة 468 متر.